# Vasconie
Ve siècle – VIIIe siècle
Entités précédentes :
- Empire romain d'Occident :

- Novempopulanie
- Tarraconaise

Entités suivantes :
- Duché de Vasconie
et Royaume d'Aquitaine
- Royaume de Pampelune

La Vasconie, en latin Vasconia (parfois écrit Wasconia), est le pays des Vascons (en latin Vascones), peuple dont le nom signale une parenté avec les actuels Basques, mentionné dès le Ier siècle notamment par Pline l'Ancien, vivant de part et d'autre des Pyrénées, d'une part dans le sud-ouest de la Gaule, au sud de la Garonne (région appelée Aquitaine par Jules César), et dans le nord de l'Hispanie, au sud du col de Roncevaux et dans la haute vallée de l'Èbre (actuelle Navarre). 
À l'époque des rois francs mérovingiens (481-751), la Vasconie de Gaule (Vasconia citerior) devient vers 600 un duché dont les ducs, presque toujours d'origine vasconne, disposent d'une grande autonomie, amoindrie à l'époque carolingienne (751-843), lorsque le duché de Vasconie devient une dépendance plus ou moins docile du royaume d'Aquitaine. Ce duché est un avatar de la province romaine de Novempopulanie (devenue aussi l'archidiocèse d'Auch) : le nom de duché de Vasconie se substitue en 626 à celui de Novempopulanie,. Le duché de Vasconie persiste jusqu'au XIe siècle, sous les Mérovingiens, les Carolingiens, puis les Capétiens.
En ce qui concerne la  Vasconie d'Hispanie (Vasconia ulterior), , dont le centre urbain principal est la ville épiscopale de Pampelune, elle est longtemps l'enjeu de conflits entre les puissances voisines (Wisigoths, Francs, Omeyyades), devenant au début du IXe siècle le royaume de Pampelune, origine du royaume de Navarre. 

## Philologie

### Étymologie
Le mot latin Vascones (probablement prononcé waskonès) est, comme le mot français « Basques », lié à la racine basque bien connue : euska-, qu'on trouve notamment dans Euskadi (« le Pays basque ») et dans Euskal Herria (« le peuple basque »). 
Noter qu'en français, Vascones a donné non seulement « Basques », mais aussi « Gascons ».

### Attestations grecques et latines jusqu'auVesiècle
La première mention se trouve dans la Géographie (Livre III, 4.9)  de Strabon (vers -63/23), qui se réfère à un ouvrage de Posidonios d'Apamée  (-135/-51). Strabon parle des Ouaskoonooï et du Ouaskoonoon ethnos, qu'il associe aux localités de Calahorra/Calagurris (La Rioja), Pampelune/Pompaelo (Navarre) et Oiartzun/Olasso (Guipuscoa), cette dernière située non loin de Pasaia.
Dans le domaine latin, le mot Vascones est attesté au Ier siècle chez Pline l'Ancien (23-79) et Juvénal (55-130). Pline l'Ancien parle notamment du saltus Vasconum, le mot saltus désignant un pays non cultivé (trilogie : ager, silva, saltus).  
Le mot grec « Baskonia » apparaît pour la première fois sur la carte de Ptolémée (100-168). Dans sa Géographie, Ptolémée parle à deux reprises des Vascons, citant Olasso et son promontoire, ainsi que les noms de quinze places fortes de l'intérieur, dont certaines sont mentionnées par Pline comme faisant partie du conventus de Saragosse/Caesaraugusta, dans la province de Tarraconaise. 
Le mot Vasconia est plus récent en latin. On le trouve chez Paulin de Nole (353-431), originaire de Bordeaux/Burdigala. Les Vascones sont notamment le sujet d'un échange épistolaire entre Paulin et Ausone (310-395), lui aussi de Bordeaux. Ausone les considère comme des barbares (ils ne parlent pas le latin) et des sauvages (ils vivent dans un saltus).
Les Basques sont connus après la chute de l'Empire romain d'Occident (476) sous l'appellation de Baskones (gentilité de Basque, « basko »)[pas clair]. C'est la première appellation connue relative au peuple basque.

### Attestations du haut Moyen Âge
Le chroniqueur franc Grégoire de Tours parle en 587 de la « Wasconia ». Grâce à ses écrits, on sait que ce territoire subit sa troisième grande invasion, après celles des Romains et des Wisigoths, celle des Francs. Les Vascons vont subir de grandes attaques et à grande échelle cette fois-ci. La pression militaire exercée par les Francs est telle que toutes les tribus proto-basques ou aquitaines vont s'unir et créer une première unité politique sous le nom de « duché de Vasconie ».[réf. nécessaire]
Au VIIe siècle, le cosmographe dit « Anonyme de Ravenne » inclut dans sa carte le mot Baskonia. Il distingue deux zones, Guasconia ou Vasconum patria (« patrie des Vascons ») au nord des Pyrénées et Spanoguasconia (« Gascogne hispanique »), division qui correspond à celle des provinces romaines. Dans son livre Geografica, il écrit : « Les anciens Aquitains appelaient leur patrie « Baskonia » (Guasconia). De même, proche de la Baskonia, se situait la patrie « Hispanobaskonia » (« Spanoguasconiam »).
Le manuscrit le plus ancien de ce texte date du XIIIe siècle. C'est la plus ancienne attestation du mot Gascogne (Gasconia) « g ». On utilisera par la suite davantage « Gasconia ou Gascogne » en référence à la Baskonia Citérieure, qui va évoluer en créant sa propre langue, le gascon (de Saint-Sever à la Garonne).
Sur une carte du XIe siècle située dans l'abbaye de Saint-Sever, réalisée par Stephanius Garsia de Mauléon, les mots Aquitania et Waskonia » sont bien délimitées comme territoires séparés, sans division entre la Vasconie citérieure Vasconie ultérieure.
Le blason de la ville de Saint-Sever, fondée à la fin du Xe siècle, porte la devise : Caput Vasconiae (« Tête de Gascogne » ou « Cap de Gascogne »), attestée depuis le Moyen Âge. Cette petite ville du département des Landes, située à quelques kilomètres au sud du chef-lieu, Mont-de-Marsan, sur l'Adour, est située à la limite entre la Vasconie citérieure et la Vasconie Ultérieure[pas clair].

## Histoire

### LaVasconiaet lesVasconessous l'Empire romain
Dans l'Empire romain à partir du règne d'Auguste, la Vasconia n'est le fondement d'aucune province. La partie sud relève de la province de Tarraconaise (chef-lieu : Tarragone), qui s'étend de la Méditerranée à l'Atlantique ; la partie nord de la province d'Aquitaine (chef-lieu : Bordeaux), qui s'étend jusqu'à la Loire.
Vers 300, les réformes de Dioclétien aboutissent à l'augmentation du nombre de provinces. L'Aquitaine est divisée en trois, dont la Novempopulanie (Aquitaine troisième), située (avec quelques exceptions) au sud de la Garonne. Son premier chef-lieu est Eauze. La Tarraconaise est aussi divisée. 
Lorsque le christianisme est autorisé dans l'Empire romain, au IVe siècle, un évêque est installé dans chaque chef-lieu de cité et un archevêque dans chaque chef-lieu de province. Au nord des Pyrénées, des évêques sont mentionnés dès l'époque romaine dans les villes suivantes :
- Eauze (Elusa), chef-lieu des Elusates : saint Paterne (IIIe siècle, donc une date assez ancienne) ; Eauze, chef-lieu de la province de Novempopulanie, devient siège archiépiscopal, jusqu'au IXe siècle, date du transfert de l'archevêché à Auch
- Lescar (Beneharnum) : saint Julien (vers 440), mais il est probablement légendaire.

Au sud des Pyrénées, un évêque est attesté historiquement à Pampelune seulement à partir de la fin du VIe siècle, à l'époque du royaume wisigoth.

### La Vasconie du haut Moyen Âge

#### Limites territoriales
Les limites sont fluctuantes selon les circonstances historiques : au nord des Pyrénées, la frontière est sur l'axe Aire-Lescar à la fin du VIe siècle, mais va au-delà de la Garonne au VIIIe siècle. 
Au sud des Pyrénées, elle passe de l'axe Vitoria-Olite aux VIe et VIIe siècles jusqu'à Saragosse

#### Cartes

Participation vasconne au concile wisigothique d'Agde (506).
Campagnes franques en Vasconie (507-509).
Participation vasconne au concile mérovingien d'Orléans (511).
Conciles d'Orléans (533) puis de Clermont (535).
Partage de la Vasconie entre les souverains francs (548).
Synode vascon d'Eauze (551) et concile de Paris (552).
Le prince Chramm, vice-roi d'Aquitaine (556-560).
Royaumes francs en 561.
Royaumes francs en 567.
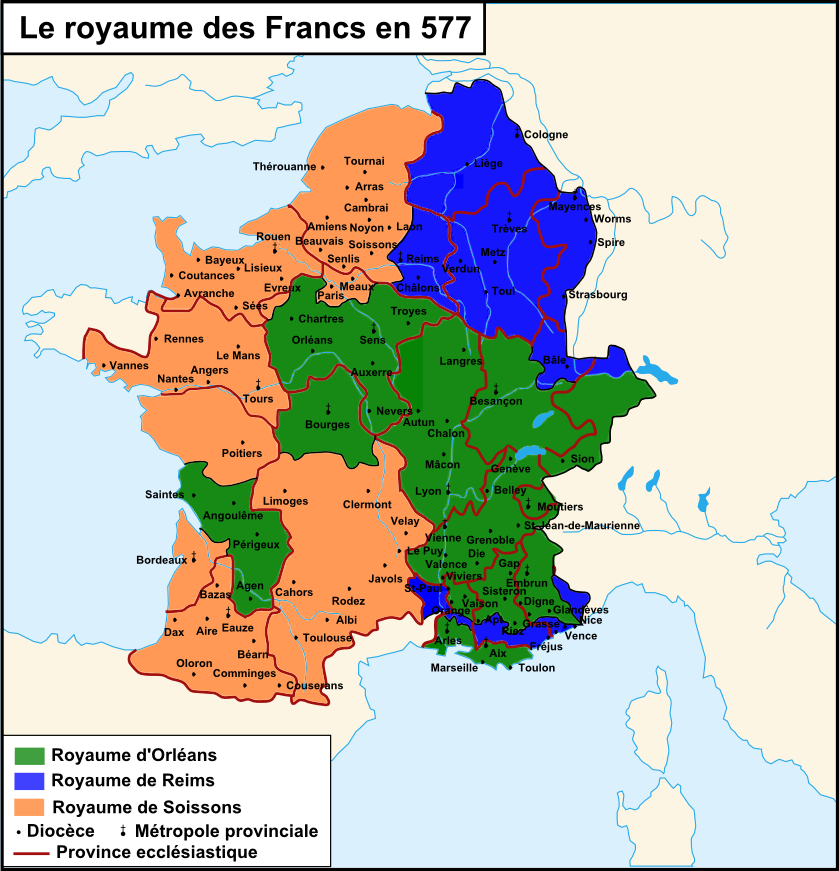
Royaumes francs en 577.
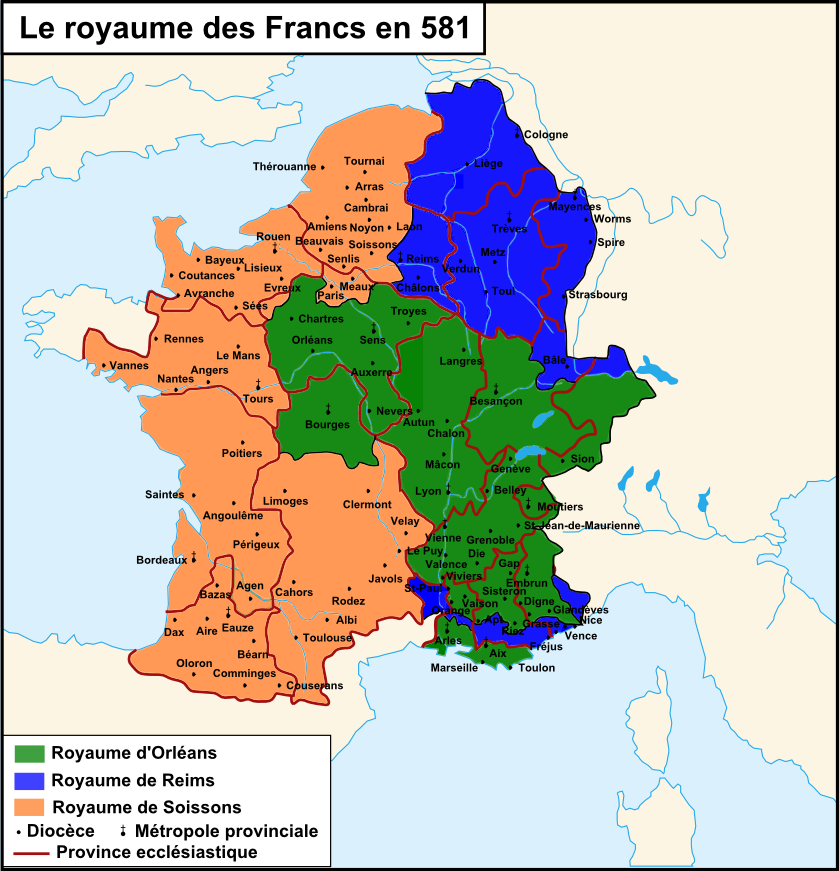
Royaumes francs en 581.
Royaume d'Aquitaine (584-585).
Concile de Mâcon (585).
Royaumes francs en 587.
Concile de Paris (614).
Concile de Clichy (626-627).
Royaume d'Aquitaine (628-632).
Concile vascon de Saint-Pierre-de-Granon (673-675).

#### Vasconie citérieure
Au Ve siècle, les territoires vascons de Gaule sont intégrés dans le royaume wisigoth de Toulouse, qui s'établit en 418 en Narbonnaise et s'empare progressivement de toute l'Aquitaine romaine. En 507, les Wisigoths sont vaincus par les Francs de Clovis et refoulés en Hispanie.
Vers 600 est créé le duché de Vasconie, d'abord conçu comme une marche militaire pour contrôler des territoires rebelles.

#### Vasconie ultérieure
Les conciles de Saragosse (592), de Barcelone (599), d'Egara (616), prouvent que la Vasconie soumise aux rois wisigoths ne s'étendit jamais d'une manière permanente au-delà du territoire de l'évêché de Calahorra, et en pays euskarien, Olite est l'extrême limite en 621 de leur domination.
Dès 610-612, Gundomar, roi wisigoth d'Hispanie et de Septimanie et successeur de Wittéric, « ravagea les Vascons au cours d'une expédition ».
En 824 est créé le royaume de Pampelune, origine du royaume de Navarre.